# Communauté de communes du Pays de Barr
La communauté de communes du Pays de Barr, anciennement dénommée Communauté de communes Barr-Bernstein, est une structure intercommunale regroupant 20 communes, située dans le département du Bas-Rhin et la région Grand Est.

## Historique
La communauté de communes est née le premier 1er janvier 2013 de la fusion de deux intercommunalités existantes, la C.C. du Piémont de Barr et la C.C. du Bernstein et de l'Ungersberg. Le 1er janvier 2017, elle change de nom et devient Communauté de communes du Pays de Barr.

## Composition
La communauté de communes est composée des 20 communes suivantes :

| Nom              | Code Insee | Gentilé           | Superficie (km2) | Population (dernière pop. légale) | Densité (hab./km2) |
| ---------------- | ---------- | ----------------- | ---------------- | --------------------------------- | ------------------ |
| Barr (siège)     | 67021      | Barrois           | 20,61            | 7 086 (2022)                      | 344                |
| Andlau           | 67010      | Andlaviens        | 23,69            | 1 759 (2022)                      | 74                 |
| Bernardvillé     | 67032      | Bernardvillois    | 2,76             | 199 (2022)                        | 72                 |
| Blienschwiller   | 67051      | Blienschwillerois | 3,07             | 305 (2022)                        | 99                 |
| Bourgheim        | 67060      | Bourgheimois      | 2,83             | 643 (2022)                        | 227                |
| Dambach-la-Ville | 67084      |                   | 28,83            | 2 186 (2022)                      | 76                 |
| Eichhoffen       | 67120      | Eichhoffenois     | 2,3              | 501 (2022)                        | 218                |
| Epfig            | 67125      | Epfigeois         | 21,9             | 2 239 (2022)                      | 102                |
| Gertwiller       | 67155      | Gertwillerois     | 4,89             | 1 281 (2022)                      | 262                |
| Goxwiller        | 67164      | Goxwillerois      | 3,3              | 835 (2022)                        | 253                |
| Heiligenstein    | 67189      | Heiligensteinois  | 3,99             | 927 (2022)                        | 232                |
| Le Hohwald       | 67210      | Hohwaldois        | 20,84            | 512 (2022)                        | 25                 |
| Itterswiller     | 67227      | Itterswillergeois | 1,18             | 218 (2022)                        | 185                |
| Mittelbergheim   | 67295      | Mittelbergheimois | 3,83             | 599 (2022)                        | 156                |
| Nothalten        | 67337      | Nothaltenois      | 4                | 424 (2022)                        | 106                |
| Reichsfeld       | 67387      | Reichsfeldois     | 4,95             | 289 (2022)                        | 58                 |
| Saint-Pierre     | 67429      |                   | 3,21             | 612 (2022)                        | 191                |
| Stotzheim        | 67481      |                   | 13,61            | 1 105 (2022)                      | 81                 |
| Valff            | 67504      | Valffois          | 10,91            | 1 354 (2022)                      | 124                |
| Zellwiller       | 67557      | Zellwillerois     | 8,79             | 808 (2022)                        | 92                 |

## Administration
La communauté de communes du Pays de Barr a son siège à Barr. Depuis 2020, son président est Claude Hauller, maire de Dambach-la-Ville.
| Période                                  | Période  | Identité        | Étiquette | Qualité                                                                          |
| ---------------------------------------- | -------- | --------------- | --------- | -------------------------------------------------------------------------------- |
| Les données manquantes sont à compléter. |          |                 |           |                                                                                  |
| 2013                                     | 2014     | Alfred Becker   | UMP-LR    | Maire de Saint-Pierre (1977 → 2014) Ancien président de la CC du Piémont de Barr |
| 2014                                     | 2020     | Gilbert Scholly | LR        | Maire de Barr (1995 → 2020)                                                      |
| 2020                                     | En cours | Claude Hauller  | DVD       | Maire de Dambach-la-Ville (2014 → )                                              |

### Conseillers
Le conseil communautaire de la communauté de communes se compose de 45 conseillers pour la mandature 2020-2026, répartis comme suit :
| Nombre de conseillers | Communes                                                           |
| --------------------- | ------------------------------------------------------------------ |
| 12                    | Barr                                                               |
| 4                     | Dambach-la-Ville, Epfig                                            |
| 3                     | Andlau                                                             |
| 2                     | Gertwiller, Goxwiller, Heiligenstein, Stotzheim, Valff, Zellwiller |
| 1                     | Les 10 communes restantes                                          |

## Transports
La communauté de communes est devenue autorité organisatrice de la mobilité (AOM).

### Ferroviaire
La mise en place du RER métropolitain qu'est le REME conduit à la suppression de TER que le territoire de Barr souhaite voir rétablis.
La coopérative ferroviaire Railcoop ouvre un bureau dans la commune de Barr.

### Aménagement du territoire
Une opposition au projet d'implantation d'une plate-forme logistique Amazon à Dambach-la-Ville se fait jour,, mettant notamment en avant « la perte de 2,2 emplois » pour un emploi créé,,. À la suite de la convention citoyenne pour le climat, un moratoire concernant les centres commerciaux est mis en place, moratoire qui ne s'applique toutefois pas à l'e-commerce,,. Le patron d'Amazon France assure que l'entreprise n'a aucun projet d'implantation à Dambach-la-Ville,.

### Impact énergétique et climatique

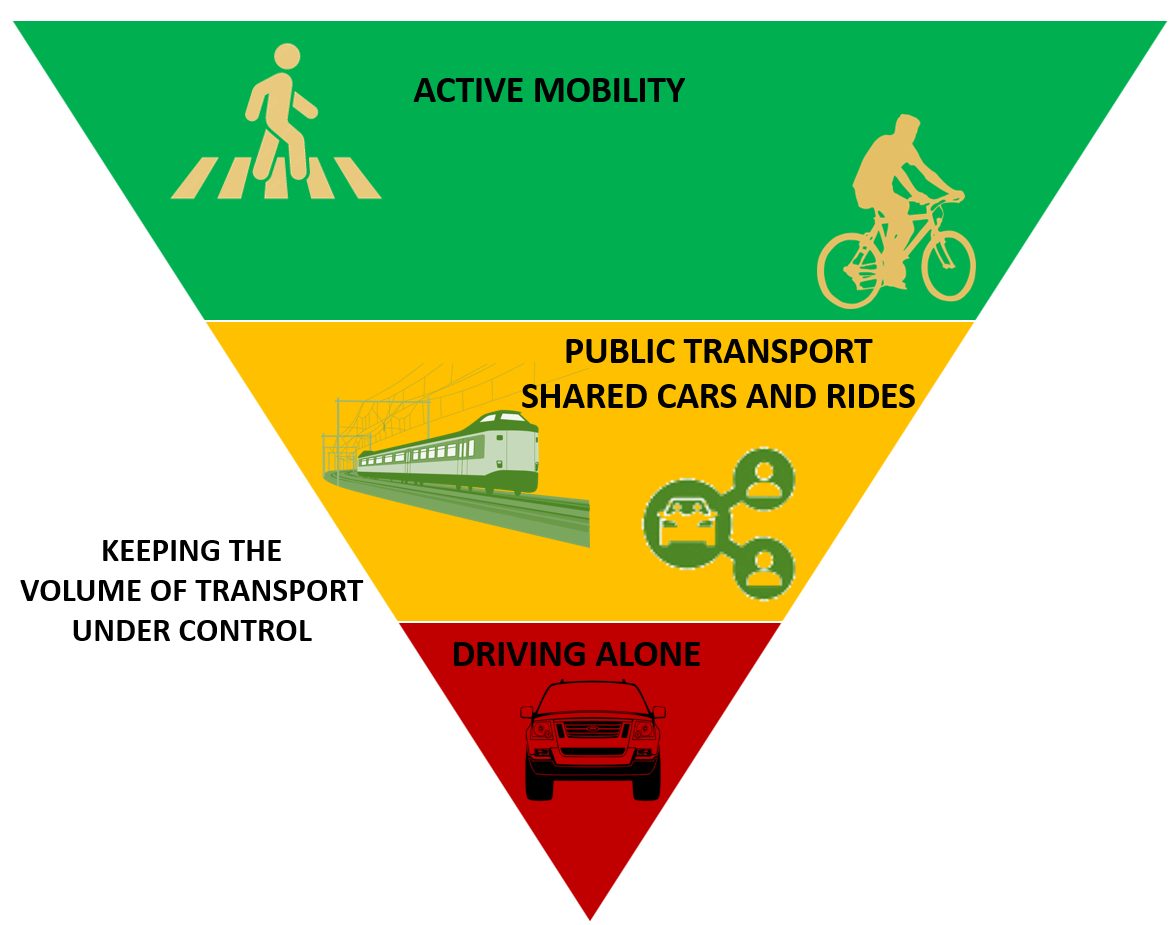
Pyramide de la mobilité, proposée par le projet européen Share North.

| -                              | Transports routiers | Autres transports |
| ------------------------------ | ------------------- | ----------------- |
| Carburant (GWh)                | 268                 | 1                 |
| Électricité (GWh)              | 0                   | 0                 |
| Gaz à effet de serre (ktéqCO2) | 67                  | 0                 |

## Énergie et climat
Dans le cadre du schéma régional d'aménagement, de développement durable et d'égalité des territoires (SRADDET) du Grand Est, ATMO Grand Est tient à jour les statistiques énergétiques  des établissements publics de coopération intercommunale de la collectivité européenne d'Alsace sous forme de diagramme de flux.
L'énergie finale annuelle, consommée en 2020, est exprimée en gigawatts-heures,.
| -                          | GWh |
| -------------------------- | --- |
| Électricité                | 146 |
| Carburants ou combustibles | 517 |
| Chaleur primaire           | 20  |

L'énergie produite en 2020 est également exprimée en gigawatts-heures.
| -                          | GWh |
| -------------------------- | --- |
| Électricité                | 2   |
| Carburants ou combustibles | 150 |
| Chaleur primaire           | 20  |

Les gaz à effet de serre sont exprimés en kilotonnes équivalent CO2.
| -                     | ktéqCO2 |
| --------------------- | ------- |
| Liées à l'énergie     | 118     |
| Non liées à l'énergie | 16      |